# Oku (Sprache)
Das Oku (auch Ebkuo, Ekpwo, Ukfwo, Bvukoo und Kuɔ genannt) ist eine bantoide Sprache aus der Sprachgruppe der Grasland-Sprachen, die vom Volk der Oku in Kamerun gesprochen wird.
Oku ist eine Tonsprache und hat ein Nominalklassensystem. Insgesamt sprachen im Jahre 1991 noch 40.000 Personen das Oku.